# Bruno Tocanne

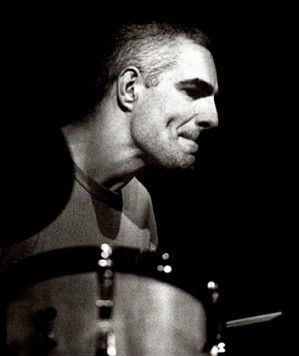
Bruno Tocanne (2001)

Bruno Tocanne (* 1955 in Paris) ist ein französischer Jazz- und Fusionmusiker (Schlagzeug).

## Leben und Wirken
Tocanne wuchs in Croissy-sur-Marne in einer Familie auf, in der Musik keinen Platz hatte, aber viel Wert auf eine bürgerliche Erziehung gelegt wurde. In den 1970er Jahren spielte er in Bands wie Chanvre Mou und dann Moving Gelatine Plates bzw. Moving um Didier Thibault. Dann begann er sich für Jazz und improvisierte Musik zu interessieren und nahm an Workshops von Steve Lacy und den Gebrüdern Villaroel teil.
In den 1980er Jahren spielte Tocanne im Trio, Quartett und in der Bigband Lumière von Laurent Cugny, bevor er im Trio mit Michel Benita und Manuel Villaroel sowie Serge Lazarevitch und Jean-Philippe Viret auftrat. 1982 und 1985 tourte er durch Europa und Kanada mit dem Orchestre Sympathique de Montréal, zu dem Michel Saulnier, Jean Vanasse und François Richard gehörten. Er wirkte auch im Trio mit Hugh Hopper und Patrice Meyer und begleitete die Sängerin Anne Ducros.
In den frühen 1990er Jahren gehörte er zum Trio von Sophia Domancich. Dann gründete er mit Jean-Rémy Guédon und Serge Adam das Kollektiv Polysons, bevor er mit Domancich, Paul Rogers und Eric D’Enfert das Album Bruno Tocanne Réunion aufnahm. Zu seiner gleichnamigen Gruppe gehörten später auch Malo Vallois, Laurent Dehors, Daniel Casimir, Pierre „Tiboum“ Guignon und Denis Badault.
Im Anschluss an einen dreijährigen Aufenthalt in Lyon gründete Tocanne im Jahr 2000 das Netzwerk imuZZic. Es folgten zahlreiche eigene Projekte, zunächst das «Trio Résistances», mit dem zwischen 2002 und 2006 drei Alben entstanden. Ab 2007 dokumentierte er eine Reihe von New Dreams, etwa ein Trio mit Lionel Martin und Rémi Gaudillat und 2008 mit Quinsin Nachoff und dem Nachoff–Tocanne Project das Album 5 New Dreams aufzunehmen. 2010 erschien das Album 4 New Dreams!, das er mit Samuel Blaser, Rémi Gaudillat und Michael Bates nach einer Tournee durch Südostasien aufgenommen hatte. Er gründete das mittelformatige Libre Ensemble (mit Fred Roudet, Damien Sabatier, Rémi Gaudillat, Benoît Keller, Fred Meyer, Philippe Gordiani), dessen Album im Dezember 2010 veröffentlicht wurde. Mit dem I.Overdrive Trio versuchte er eine Neuinterpretation des Repertoires von Léo Ferré (mit Philippe Gordiani und Rémi Gaudillat).
Zwischen 2014 und 2018 war Tocanne mit einer Neuinterpretation von Carla Bleys Oratorium Escalator over the Hill (Album Over the Hills) und (gemeinsam mit Sophia Domancich, Antoine Läng, Rémi Gaudillat) mit Sea Song(e)s, inspiriert von Robert Wyatts Album Rock Bottom auf Tournee. Seit 2018 organisiert er das Jazzfestival in Trois-Palis.
Tocanne ist weiterhin mit zahlreichen Künstlern aufgetreten, etwa Russ Johnson, Dave Burrell, Itaru Oki, Vladimir Volkov, Francesco Bearzatti, Yuri Kusnetsov, Federico Casagrande, Didier Levallet, Anne Quillier, Elodie Pasquier, Daniel Erdmann oder Rémi Charmasson. Er konzertierte auf zahlreichen internationalen Festivals, etwa dem Paris Jazz Festival, Zagreb Jazz Festival, Ljubjana Jazz Festival oder Athen Jazz Festival. Er tourte in Slowenien, Russland, Deutschland, Kanada, Polen, Schweiz, dem früheren Jugoslawien, Rumänien, China, Hongkong, Korea, Japan und Portugal.

## Diskographische Hinweise
- Catherine Delaunay / Bruno Tocanne: Tocade(s) (Agapes 2000)
- Tocanne, Gaudillat, Martin: New Dreams Now! (Cristal Records 2007)
- 4 New Dreams ! (Instant Musics Records 2010)
- In a Suggestive Way (Instant Musics Records 2012)
- imuZZic Grand(s)Ensemble: Over the Hills (Instant Musics Records 2014, mit Bernard Santacruz, Jean Aussanaire, Rémi Gaudillat, Antoine Läng, Perrine Mansuy, Fred Roudet, Olivier Thémines)
- Rémi Gaudillat / Bruno Tocanne: Canto de multitudes (Petit Label 2015)
- Bruno Tocanne / Sophia Domancich / Antoine Läng / Rémi Gaudillat: Sea Song(e)s (Cristal Records 2017)
- Christiane Bopp, Bernard Santacruz & Bruno Tocanne: What About? (Instant Musics Records 2024)